# Acrocephalus newtoni
Acrocephalus newtoni là một loài chim trong họ Acrocephalidae.